# Quinn the Eskimo (Mighty Quinn)
«Quinn the Eskimo (Mighty Quinn)» — песня, написанная знаменитым американским автором-исполнителем Бобом Диланом в 1967 году. Наибольшую известность приобрела в исполнении британской группы Manfred Mann (#1 в UK Singles Chart, 1968).

## История
Песня записана Бобом Диланом в 1967 году на The Basement Tapes (альбом издан в 1975). Концертная версия, записанная Бобом Диланом в августе 1969 года, ранее вышла на альбоме Self Portrait (1970). Песня стала популярной уже конце 60-х годов благодаря многочисленным кавер-версиям разных исполнителей, из которых наиболее известны
- Manfred Mann (1968)[1]
- The Ventures (1968)[2]
- The Hollies (1969)[3].

В исполнении группы Manfred Mann (вокал — Майк Д’Або) песня достигла позиции № 1 в хит-параде синглов Великобритании (17 февраля 1968) и была включена в пятый, последний студийный альбом Mighty Garvey!.
В 1978 году Манфред Манн вторично вернулся к обработке этой песни: новая кавер-версия появилась на второй, «концертной» стороне альбома Watch группы Manfred Mann’s Earth Band (вокал — Крис Томпсон), а позже вышла в виде отдельного сингла. Впоследствии эта песня часто исполнялась на концертах группы, состав которой неоднократно менялся. Новое исполнение отличается от версии 1968 года более виртуозным исполнением и «тяжёлым» хард-роковым звучанием. По мнению самого Дилана, Мэнфред Мэнн является самым интересным интерпретатором его песен, в которые он внес «дыхание» электронных инструментов.

## Разное
Эту песню наигрывали также The Beatles на студии «Эбби Роуд» во время сессии звукозаписи своего последнего альбома Let It Be.
Кавер-версия этой композиции (исполненная в стиле регги) использована в американском фильме-триллере «The Mighty Quinn», снятом в 1989 г. Главный герой этого фильма, начальник полиции на одном из маленьких карибских островов, носит имя Ксавье Куинн (Xavier Quinn).